# Calle Nueva (Málaga)
Calle Nueva es una vía peatonal del Centro Histórico de la ciudad de Málaga, España. Se trata de una de las calles más antiguas del centro histórico. Fue trazada pocos años después de la conquista de la ciudad por parte de los Reyes Católicos. Abierta en 1491, esta vía, estrecha para los estándares actuales, fue pensada para facilitar el tránsito de mercancías entre la puerta del Mar, en el puerto, y la puerta de Antequera, situada al noroeste de la zona amurallada, que constituía la entrada principal de los productos agrícolas de las huertas del interior y alrededor de la cual se ubicaban los almacenes.
Hasta la inauguración de la calle Larios, que discurre paralela a calle Nueva, fue la calle más comercial de la ciudad, carácter que aún conserva. Su recorrido tiene una longitud de 190 metros.
Entre sus edificios destacan: la Iglesia de la Concepción, construida en 1710; el n.º 13, obra de Gerónimo Cuervo González; y el n.º 2, remodelado por Fernando Guerrero Strachan.

## Curiosidades
Poco antes de llegar a la mediación de la calle -comenzando desde calle Puerta del Mar-, se puede observar en el suelo que las baldosas forman el dibujo de un fantasma; esto representa a los fantasmas que se decía existían en una bocacalle de calle Nueva llamada calle Cuatro Vientos, la cual era una calle estrecha con varios giros, y el viento al pasar ululaba como si fuera un fantasma.
Y poco antes de llegar al final de la calle, es decir a la calle Especerías, enfrente de la calle Fernando de Lesseps, nos encontramos en el suelo el dibujo de algo semejante a un río, que quiere representar el canal de Suez. Esto es así porque Fernando de Lesseps,  el diseñador de este famoso canal abierto en 1869 que une el mar Mediterráneo con el mar Rojo, al final de su vida se compró una casa en Churriana, en las cercanías de Málaga, y por eso se le dedicó una calle.